# 898
898 (DCCCXCVIII) je bilo navadno leto, ki se je po julijanskem koledarju začelo na nedeljo.

## Dogodki
- 1. januar

## Rojstva
- Hugo Veliki, grof Pariza († 956)

## Smrti
- 15. oktober - Lambert II. Spoletski, vojvoda Spoleta in cesar Svetega rimskega cesarstva (* ok. 880)